# Nicolas Morel-Journel
Nicolas Morel-Journel est un urologue français spécialisé en chirurgie de réattribution sexuelle.

## Biographie
Nicolas Morel-Journel est originaire de Lyon. Il arrive en 2000 à l'hôpital Lyon-Sud et y est assistant chef clinique d'Albert Leriche, pionnier des chirurgies de réassignation sexuelle en France et fondateur du GRETTIS, qui devient plus tard la FPATH,. Il commence immédiatement à y faire des chirurgies de réattribution sexuelle. 
Lyon est, sous Leriche puis sous la direction de Morel-Journel, la principale ville où sont effectuées des chirurgies de réattribution sexuelle, suivie de Paris et Bordeaux,, ; l'hôpital assure environ 20 % des vaginoplasties du pays en 2024. En raison de mauvais résultats sur des opérations, les chirurgiens français n'étant pas du tout formés aux réassignations sexuelles, Morel-Journel part se former au Canada auprès du docteur Pierre Brassard, spécialiste de la discipline,. Il suit ensuite cette méthode en y ajoutant quelques pratiques plus répandues en Thaïlande. Il milite par ailleurs pour faciliter le parcours-type d'accès aux chirurgies, en suivant les recommandations de l'association professionnelle mondiale pour la santé des personnes transgenres, y compris sur la consultation psychiatrique obligatoire, une pratique décriée par les associations de personnes transgenres qui y voient un filtre de validation,.
En 2012, les personnes transgenres et intersexe forment un peu moins de la moitié de sa patientèle,, et une soixantaine de personnes par an à la fin des années 2010, ce qui en fait le chirurgien le plus actif de France dans le domaine. L'autre moitié de sa patientèle est constituée de personnes cherchant une reconstruction génitale, par exemple après un cancer ou en raison d'une malformation. 
Nicolas Morel-Jourel supervise des vaginoplasties et des phalloplasties ; il est responsable d'avancées dans le domaine de la métaidoïoplastie. En 2021, il devient président de la société médicale FPATH qui réunit les professionnels impliqués dans la prise en charge des personnes transgenres,.
Le 6 janvier 2022, Nicolas Morel-Journel supervise la première vaginoplastie de l'histoire du CHU de Rennes,.